# 諸田広美
諸田 広美（もろた ひろみ、1974年8月22日 - ）は、群馬県前橋市出身のメゾソプラノ歌手。主にイタリア・オペラやロシア作品の演奏で知られている。Jenny Anvelt、Claudio Giombi、Anna di Stasio、フィオレンツァ・コッソット、古澤泉、林康子の各氏に師事。日本オペラ振興会所属（藤原歌劇団団員・日本オペラ協会会員）。夫はピアニスト・松原聡で、2019年より松原広美を活動名にしている。従兄妹に、熊本大学准教授・星野裕司、サックス奏者・野口紗矢香がいる。

## 略歴
群馬県立前橋女子高校卒業。群馬大学教育学部音楽科卒業。東京藝術大学大学院修士課程オペラ科修了。二期会オペラ研修所第48期マスタークラス修了（修了時に奨励賞、並びに優秀賞受賞）。イタリア国立ミラノ・ヴェルディ音楽院声楽科卒業。イタリア・スルモナ国際オペラ研究所マスタークラス修了。
計5年間2度にわたりイタリア留学し（1997年 - 2001年 ミラノ、2005年 - 2006年 ローマ）、その間国際ロータリー財団、群馬県、イタリア政府、（旧）安田生命クオリティ・オブ・ライフ文化財団より助成を得る。平成17年度文化庁派遣芸術家在外研修員。留学中、ミラノ・スカラ座同好会ホールでの新人演奏会はじめ、多数オペラやコンサートに出演。2005年オペラ『ジュリアス・シーザー』トロメーオ役で二期会デビュー。2006年ミラノ・ロゼトゥム劇場公演オペラ『カルメン』題名役デビュー。その後、日生劇場、東京室内歌劇場などに主要な役で出演。2011年には二期会創立60周年記念公演オペラ『フィガロの結婚』マルチェリーナ役で好評を得る(演出：宮本亜門)。群馬交響楽団をはじめオーケストラとの共演で「第九」や「メサイア」ソリストを務める。2010年演連コンサート・オーディション合格はじめ、国内では群馬・東京を中心に、海外ではイタリア・チェコ・ポーランドで、リサイタルを多数開催。2015年、群馬交響楽団創立７０周年記念オペラ『蝶々夫人』にスズキ役で出演し、イタリア・ルッカのプッチーニ・フェスティヴァルより来日した歌手たちと共演。2015年、藤原歌劇団に移籍。2016年新国立劇場における文化庁主催ガラ・コンサート出演。2018年、帝国ホテル『フィガロの結婚』で、藤原歌劇団デビュー。
第８回ローマ・フェスティヴァル国際声楽コンクール『フィガロの結婚』部門優勝。イタリア声楽コンコルソ・日伊声楽コンコルソ・奏楽堂日本歌曲コンクール各入選。上毛新聞社主催第5回上毛芸術文化賞＜音楽部門＞受賞。企業メセナ群馬＜芸術文化奨励賞＞受賞。第１回ロシア声楽コンクール第１位受賞。

## ディスコグラフィ
- DVD オペラ『雛祭りのフィガロの結婚』2006年1月16日（たちばな出版）